# Gmyri
Gmyri (ros. Гмыри) – wieś (ros. деревня, trb. dieriewnia) w zachodniej Rosji, w osiedlu wiejskim Chochłowskoje rejonu smoleńskiego w obwodzie smoleńskim.

## Geografia
Miejscowość położona jest w dorzeczu Trostianki, 4,5 km od drogi federalnej R135 (Smoleńsk – Krasnyj – Gusino), 10 km od drogi federalnej R120 (Orzeł – Briańsk – Smoleńsk – Witebsk), 24 km od drogi magistralnej M1 «Białoruś», 5 km od centrum administracyjnego osiedla wiejskiego (Chochłowo), 28 km od Smoleńska, 14 km od najbliższej stacji kolejowej (Gniezdowo).

## Demografia
W 2010 r. miejscowość zamieszkiwało 5 osób.